# Trópusi delfin
A trópusi delfin (Stenella longirostris) az emlősök (Mammalia) osztályának párosujjú patások (Artiodactyla) rendjébe, ezen belül a delfinfélék (Delphinidae) családjába tartozó faj. Egyéb nevei: pettyes hosszúcsőrű-delfin vagy fonódelfin.

## Előfordulása
Főként trópusi, de néha előfordul a meleg mérsékelt övi vizekben is. Mindegyik változat előfordulási területe szűkebb, mint a fajé, pl. a Costa Rica-i változat csak Közép-Amerika nyugati partja előtt egy keskeny, alig 150 km-es sávon fordul elő, a keleti változat csak a Kaliforniai-öböltől délre a nyílt vizek felé kb. 125. fok- ig él. Két vagy több változat is előfordulhat ugyanazon a helyen. az atlanti-óceánbeli eloszlása nem nagyon ismert. Leggyakoribb a nyílt tengereken, főként a trópusi Csendes-óceán keleti felében, de partközelben is megtalálható, pl. az USA délkeleti részén és egyes szigetek körül. A hawaii változat nappal a partok mentén tartózkodik, éjjel pedig kiúszik a nyílt vizekre.

## Alfajai
- Stenella longirostris centroamericana Perrin, 1990
- Stenella longirostris longirostris (Gray, 1828)
- Stenella longirostris orientalis Perrin, 1990
- Stenella longirostris roseiventris

## Megjelenése
Az egyik legakrobatikusabb mozgású cetfaj, látványos légi bemutatói jól ismertek. Számos változata testalkatban, méretben és színben eléggé eltér egymástól. Közülük csak a Csendes-óceán trópusi területén négyféle él (a hawaii, a kelet, a Costa Rica-i és a fehérhasú forma) és sokfelé létezik még kevésbé ismert változatai. A legfrissebben felfedezett "törpe" változat a Thai-öbölben él. Minden trópusi delfin hosszú, karcsú arcorráról, egyenesen felálló hátúszójáról és magas, pörgő ugrásáról ismerhető fel, jellegzetes lehet még 3 színű mintázata, bár a keleti változat nagyrészt szürke. A trópusi Csendes-óceán keleti részén napjainkban ezrével irtják őket a tonhalászok, ezért rohamosan csökken a populáció egyedszáma.
Hátúszó elhelyezkedése: Középen.
Újszülött mérete: 70 – 85 cm.
Felnőtt mérete: 1,3 – 2,1 m.
Újszülött tömege: Ismeretlen.
Felnőtt tömege: 45 – 75 kg. 
|  |  |

## Életmódja
3 m magasra is kiugrik a vízből, közben hullámvonalban meghajlítja testét, vagy megpördül a tengelye körül, gyakran 7-szer is egy ugrás alatt. Rajta kívül csupán a háromszínű delfin tudja ezt megtenni (más fajok csak hátrabukfenceznek, de nem pördülnek meg a tengelyük körül). Függőleges ugrásuk is gyakran megfigyelhető: gyakran úsznak a járművek orrvizében (messziről is a hajók keltette hullámzáshoz úsznak és félórát- órát is ott maradnak). A trópusi Csendes-óceán keleti részé gyanakvóak, a karib-tengeri Kis-Antillák környékén ritkán közelítik meg a csónakokat. Nagy rajaik úszás közben hatalmas tajtékot vernek a vízben. Gyakran társulnak pettyes delfinnel, a sárga úszójú tonhallal és tengeri madarakkal a trópusi Csendes-óceán keleti felén, más cetfajokkal együtt is előfordulnak. Csoportméret 5-200 egyedből áll, néha nagy, kevert rajok alakulnak ki. Tápláléka halakból, kalmárokból vagy polipokból és világító krillekből vagy egyéb rákokból áll.